# The Spaghetti Epic
The Spaghetti Epic is een tweetal conceptalbums uit 2005 en 2007 op het gebied van progressieve rockmuziek.

## The Spaghetti Epic I
Een zestal bands binnen het genre symfonische rock heeft eenzelfde aantal muzieksuites aangeleverd voor een album dat opgedragen is aan de spaghettiwesterns, in dit geval Once upon a Time in the West van Sergio Leone. De bands hebben een persoonlijke vertaling gemaakt van diverse filmscènes naar muziek toe. Af en toe klinkt de originele muziek van Ennio Morricone door de composities heen.

### Tracks
Cd 1:
1. De Finse band Haikara met The West.
2. De Italiaanse band Randone met Jill.
3. De Italiaanse band Tilion met Cheyenne.

Cd 2:
1. De Engelse band La Voce del Vento met Harmonica.
2. De Italiaanse band Taproban met Morton'.
3. De Nederlandse band Trion met Frank.

Voor het grote publiek zijn het onbekende bands. Voor de kenners zijn er echter twee tracks die eruit springen:
- Track (4); de band die hier speelt is samengesteld uit Guy Manning en Andy Tillison, die ooit de basis vormden van Parallel or 90 Degrees;
- Track (6); een Nederlandse band die pas de laatste jaren aan de weg timmert.

## The Spaghetti Epic II
In dit geval heeft een drietal bands een persoonlijk vertaling gegeven van de film, The Good, the Bad and the Ugly, opnieuw van Leone. In eerste instantie zou de band Haikara de openingstrack verzorgen, helaas overleed een van de muzikanten; Randone nam hun taak over.

### Tracks
1. De Italiaanse vand Randone met The Good
2. De Engelse band La Voce del Vento met The Bad
3. De Italiaanse band Tilion met The Ugly

Organisatie van de projecten was in handen van Colossus, een Fins blad op het gebied van symfonische rock. De albums werden uitgebracht door Musea Records, Frankrijk.